# Strontiumnitraat
Strontiumnitraat is een goed oplosbaar strontiumzout van salpeterzuur, met als brutoformule Sr(NO3)2. De stof komt voor als wit kristallijn poeder. Strontiumnitraat is een sterke oxidator.

## Synthese
Strontiumnitraat kan bereid worden uit de reactie van strontiumcarbonaat en salpeterzuur:
{\displaystyle \mathrm {SrCO_{3}+2\ HNO_{3}\rightarrow \ Sr(NO_{3})_{2}+\ H_{2}O+\ CO_{2}} }

## Toepassingen
Strontiumnitraat wordt gebruikt in pyrotechnische sassen en vuurwerk voor vlamkleuring. Strontiumnitraat kleurt dieprood wanneer het sterk verhit wordt.